# HD 2942
HD 2942 je trojni zvezdni sistem v ozvezdju Andromede, ki je od Zemlje oddaljen približno 170 parsekov (550 svetlobnih let).
Primarna komponenta, rdeča orjakinja spektralnega tipa K0III, ima navidezno magnitudo približno 6,33, kar pomeni, da je lahno vidna tudi s prostim očesom v zelo dobrih pogojih.
Sekundarna komponenta je temnejša, ker ima navidezno magnitudo enako 11,26, od prve komponente pa je oddaljena 8,6 kotnih sekund stran. Je spektroskopska dvojna zvezda z dvojnimi črtami, ki jo sestavljata dve zelo podobni zvezdi tipa G glavne veje (G6V in G8V), ki ena okrog druge naredita krog v 7,489 dneh. Par zaključi orbito okrog primarne zvezde v 24.762 letih.
Nekateri katalogi, kot na primer Washingtonski katalog dvojnih zvezd, navajajo še tretjo komponento, a se ta zvezda od prvih dveh komponent nahaja veliko dlje.